# Satyrus grandis
Satyrus grandis är en fjärilsart som beskrevs av Robert Christopher Tytler 1926. Satyrus grandis ingår i släktet Satyrus och familjen praktfjärilar. Inga underarter finns listade.